# Cibicicoides
Cibicicoides es un género de foraminífero bentónico de la subfamilia Cibicidinae, de la familia Cibicididae, de la superfamilia Planorbulinoidea, del suborden Rotaliina y del orden Rotaliida. Su especie tipo es Cibicicoides tesnersianus. Su rango cronoestratigráfico abarca desde el Pleistoceno hasta la Actualidad.

## Discusión
Cibicicoides ha sido considerado un sinónimo posterior de Cibicides.

## Clasificación
Cibicicoides incluye a las siguientes especies:
- Cibicicoides cletcheri
- Cibicicoides fumeus, considerado como Cibicides fumeus
- Cibicicoides pacificus, considerado como Cibicides fumeus
- Cibicicoides tesnersianus, considerado como Cibicides fumeus